# Liolaemus arambarensis
Liolaemus arambarensis är en ödleart som beskrevs av  Verrastro et al. 2003. Liolaemus arambarensis ingår i släktet Liolaemus och familjen Tropiduridae. IUCN kategoriserar arten globalt som starkt hotad. Inga underarter finns listade i Catalogue of Life.